# エイプリル・D・パーカー
エイプリル・D・パーカー（April D. Parker）は、アメリカ合衆国の女優。

## 出演作品
- 殺人を無罪にする方法 シーズン1
- スキャンダル 託された秘密
- ディフェンダーズ　闘う弁護士
- ビバリーヒルズ高校白書
- NCIS:LA 〜極秘潜入捜査班 シーズン1
- ライ・トゥ・ミー 嘘は真実を語る シーズン1
- NCIS 〜ネイビー犯罪捜査班 シーズン6
- ビバリーヒルズ青春白書
- ザ・ユニット 米軍極秘部隊
- ジェリコ 閉ざされた街 シーズン1,2
- LOST シーズン4
- ER緊急救命室 第14シーズン
- CSI:マイアミ